# Uruguai nos Jogos Sul-Americanos de 2014
O Uruguai participou dos Jogos Sul-Americanos de 2014, realizados em Santiago, Chile. Foi a décima aparição do país nos Jogos Sul-Americanos.

## Medalhas
O país obteve um total de 12 medalhas, senho 3 de ouro, quatro de prata e 5 de bronze, terminando a competição em 10º lugar entre os 14 países participantes.
| Medalha           | Nome | Esporte            | Disciplina                   |
| ----------------- | --- | ------------------ | ---------------------------- |
| Medalha de ouro   | Andrés Bayron Silva Lemos | Atletismo          | 400 m masculino              |
| Medalha de ouro   | Deborah Lizeth Rodriguez Guelmo | Atletismo          | 400 m feminino               |
| Medalha de ouro   | Deborah Lizeth Rodriguez Guelmo | Atletismo          | 800 m feminino               |
| Medalha de prata  | Emiliano Lasa Sanchez | Atletismo          | Salto em distância masculino |
| Medalha de prata  | Juan F. Romero Calabria | Judô               | Até 90kg masculino           |
| Medalha de prata  | Uruguai | Râguebi            | Torneio masculino            |
| Medalha de prata  | Mayko Votta Camandulli | Taekwondo          | Até 58kg masculino           |
| Medalha de bronze | Miguel Angel Larrosa Calvento | Boxe               | Até 81kg masculino           |
| Medalha de bronze | Predefinição:URUgh | Hóquei sobre grama | Torneio feminino             |
| Medalha de bronze | URU Jhonatan D. Esquivel Montes de Oca Santiago Raul Menese Camargo Angel Javier García Correale Mauricio López Berocay Rúben Marcos Scarpati Peduto Aldo Aníbal Collaso Gabarrot | Remo               | M4                           |
| Medalha de bronze | Uruguai | Râguebi            | Torneio feminino             |
| Medalha de bronze | Braian E. Elliot Hernandez | Taekwondo          | Até 58kg masculino           |